# Shōsetsuka ni narō
Shōsetsuka ni narō (小説家になろう, litt. « Devenons un romancier ») est un site de publication de roman dont le contenu est généré par les utilisateurs créé par Yusuke Umezaki et détenu par HINA PROJET, Inc.. Il a été lancé le 2 avril 2004. Les utilisateurs peuvent téléverser gratuitement leurs romans en créant un compte et ces romans sont également gratuits pour la lecture. En décembre 2014, le site héberge plus de 400 000 romans, compte près de 800 000 utilisateurs enregistrés et reçoit plus de 1 milliard de pages vues par mois.
Plus d'une centaine de séries de roman téléversées sur le site ont été acquises par différents éditeurs. Les plus notables d'entre eux sont Log Horizon, publié à partir de 2010 avant d'être acquis par Enterbrain en 2011; The Irregular at Magic High School, qui a été publié entre 2008 et 2011 avant d'être acquis par ASCII Media Works dans sa collection Dengeki Bunko; Kono subarashii sekai ni shukufuku o!, de 2012 à 2013 avant d'être acquis par Kadokawa Shoten,; et Re:Zero kara hajimeru isekai seikatsu depuis 2012 et publié en format light novel par Media Factory à partir de 2014.
La collection de light novel de Futabasha, Monster Bunko, a été créée le 30 juillet 2014, qui publie exclusivement des séries originaires de Shōsetsuka ni Narō.

## Œuvres notables
- The Irregular at Magic High School (2008 – 2011) de Tsutomu Satō - acquis par Dengeki Bunko (ASCII Media Works), a reçu plusieurs adaptations manga, une série télévisée anime et un film d'animation.
- Knight's and Magic (depuis 2010) de Hisago Amazake-no - acquis par Shufunotomo, a reçu une adaptation manga et une série télévisée anime.
- Log Horizon (depuis 2011) de Mamare Tōno - acquis par Enterbrain, a reçu plusieurs adaptations manga et une série télévisée anime.
- Kusuriya no Hitorigoto (depuis 2011) de Natsu Hyūga - acquis par Shufunotomo, a reçu deux adaptations manga.
- Re:Zero kara hajimeru isekai seikatsu (depuis 2012) de Tappei Nagatsuki - acquis par Media Factory, a reçu plusieurs adaptations manga et une série télévisée anime.
- Kono subarashii sekai ni shukufuku o! (2012 – 2013) de Natsume Akatsuki - acquis par Kadokawa Shoten, a reçu une série dérivée de light novel et de manga, une adaptation manga et une série télévisée anime.
- Mushoku Tensei (2012 – 2015) de Rifujin na Magonote - acquis par Media Factory, a reçu une adaptation manga.
- The Rising of the Shield Hero (2012 – 2015) de Aneko Yusagi - acquis par Media Factory, a reçu une adaptation manga et prochainement une série anime.
- Isekai Shokudō (depuis 2013) de Junpei Inuzuka - acquis par Shufunotomo, a reçu une adaptation manga et une série télévisée anime.
- Death March to The Parallel World Rhapsody (depuis 2013) de Hiro Ainana - acquis par Fujimi Shobo, a reçu une adaptation manga et une série télévisée anime.
- In Another World With My Smartphone (depuis 2013) de Patora Fuyuhara - acquis par Hobby Japan, a reçu une adaptation manga et une série télévisée anime.
- Tensei Shitara Slime Datta Ken (2013 - 2014) de Fuse - acquis par Micro Magazine, a reçu une adaptation manga, une série télévisée anime à venir et une série dérivée de manga.
- Arifureta shokugyō de sekai saikyō (2013 - 2015) de Ryō Shirakome - acquis par Overlap, a reçu une adaptation manga, une série télévisée anime à venir, une série de romans et mangas préquels, et une série dérivée de manga.
- Kimi no suizō o tabetai (2014) de Yoru Sumino - acquis par Futabasha, a reçu une adaptation manga, un film live en 2017 et un film d'animation en 2018.
- So I'm a Spider, So What? (depuis 2015) de Okina Baba - acquis par Kadokawa Shoten, a reçu une adaptation en manga et en série anime en 2021.
- Redo of Healer (depuis 2016) de Rui Tsukiyo - acquis par Kadokawa Shoten, adapté en manga puis en anime en 2021.
- Saijaku Teimā wa Gomihiroi no Tabi o Hajimemashita (depuis 2016) de Honobonoru500 - acquis par TO Books, adapté en manga en 2020 puis en anime en 2024
- Nidome no Jinsei o Isekai de (depuis 2014)